# Fritz Müller (glaciologo)
Fritz Müller (Sünikon, 16 aprile 1926 – Ghiacciaio del Rodano, 26 luglio 1980) è stato un geologo svizzero.

## Biografia
Geologo specializzato in glaciologia, Fritz Müller nacque nel 1926 in un piccolo paese nel Canton Zurigo e si laureò nel 1954 in geografia e geologia all'Università di Zurigo, dedicando poi la sua attività di ricerca alla Svizzera, alla Groenlandia, alla regione artica canadese, all'Antartide e all'Himalaya.
Dopo diverse spedizioni in Groenlandia e sull'Himalaya, e in particolare sul monte Everest, Müller si dedicò all'idrologia delle regioni fredde. Nel 1959 divenne direttore scientifico di una spedizione di ricerca canadese sull'isola di Axel Heiberg organizzata dall'Università McGill, ateneo in cui era diventato nel frattempo assistente alla cattedra di glaciologia. Nel 1970 passò al Politecnico federale di Zurigo, dove divenne direttore dell'Istituto di Geografia e iniziò le sue ricerche sulla Polinia North Water nella baia di Baffin, in Canada. Müller lavorò anche alla catalogazione dei ghiacciai delle Alpi svizzere e del mondo intero, divenendo direttore del World Glacier Monitoring Service.
Fritz Müller morì nel 1980 a causa di un infarto che lo colse durante un'escursione a fini giornalistici sul ghiacciaio del Rodano, nel Canton Vallese, in Svizzera.

## Luoghi battezzati in suo onore
- Piattaforma di ghiaccio Müller nella penisola Antartica,
- Cappa di ghiaccio di Müller sull'isola di Axel Heiberg, nel gruppo delle isole Regina Elisabetta, nel Nunavut.[2]